# Tilman Wendland
Tilman Wendland (* 1969 in Potsdam) ist ein deutscher Bildhauer. 

## Biografie
Von 1992 bis 1999 studierte Wendland an der Universität der Künste Berlin Visuelle Kommunikation, das er mit einem Master of  Arts abschloss. Später erteilte Wendland an der Fakultät für Bildende Kunst und Design in Iași, Rumänien, Workshops zum Thema „Ausstellung als (Mikro) Stadt“.  Im Jahr 2010 folgte eine Assistenztätigkeit an der Universität der Künste Berlin im Bereich „Installation“, die bis 2012 dauerte.  2013 gab er an der Burg Giebichenstein Kunsthochschule Halle  Workshops zu dem Thema „Installation/Ausstellung“.   
Er ist seit 2014 Gastprofessor an der Universität der Künste Berlin.

## Werk
Tilman Wendland beschäftigt sich in seinem Werk mit der jeweils vorgegebenen Raumsituation, die als formale Vorlage der künstlerischen Auseinandersetzung dient. Aus der inneren Gliederung architektonischer Gegebenheiten entstehen ephemere Strukturen, die sich meistens in leichten, weißen, fragilen Formen, zum Beispiel Papierwänden, aber auch in groß angelegten  Raum-Installationen widerspiegeln. Der vorgegebene Raum wird als Kunstwerk definiert.

## Auszeichnungen
- 1999 Schloss Wiepersdorf, Artist in Residence
- 2000 Auszeichnung durch die Akademie der Künste Berlin
- 2001 Arbeitsstipendium vom Land Sachsen
- 2002 Arbeitsstipendium vom Senat Berlin für kulturelle Angelegenheiten
- 2003 Projektförderung durch den Hauptstadtkulturfonds Berlin
- 2004 Projektförderung durch den Berliner Senat und das Goethe-Institut Amsterdam
- 2005 Arbeitsstipendium vom dänischen Ministerium für Kunst und Berliner Senat, Artist in Residence, Kopenhagen
- 2006 Projektförderung durch den Hauptstadtkulturfonds Berlin
- 2008 Artist in Residence, Haus Lukas, Ahrenshoop, Land Mecklenburg-Vorpommern
- 2009 Förderung durch die Stiftung Kunstfonds Bonn
- 2010 WEMAG Kunstpreis 2010

## Ausstellungen (Auswahl)
- 1998 Galerie Koch und Kesslau Berlin
- 2002 Gallery Jack Hanley, San Francisco
- 2002 „Junge Akademie“, Akademie der Künste Berlin
- 2004 Künstlerhaus Bethanien
- 2006 MMIII Kunstverein Mönchengladbach
- 2006 Brandenburgischer Kunstverein
- 2007 Exnergasse Kunsthalle Wien
- 2009 Autocenter Berlin
- 2009 Neuer Berliner Kunstverein
- 2010 WEMG Kunstpreis, Kunstverein Schwerin
- 2010 Galerie Heidelberger Kunstverein
- 2011 Kunstverein Arnsberg
- 2011 Museum Marta Herford
- 2011 Dänischer Pavilion der 54. Biennale Venedig
- 2015 Galerie Sonntag, Berlin